# Шиканедер (мюзикл)
Шиканедер — оригинальный австрийский мюзикл Стивена Шварца и Кристиана Штруппека, который повествует о создании оперы Волшебная флейта.
Это история жизни и любви Эмануэля Шиканедера и его жены Элеоноры Шиканедер. Премьера состоялась 30 сентября 2016 года в венском Раймунд-театре.
| Персонажи | Персонажи |
| --- | --------- |
| - Элеонора Шиканедер - Эмануэль Шиканедер - Йоганн Фридель - Мария Анна Миллер - Франц Мозер - Йозеф фон Бауэрнфельд - Карл Маринелли - Барбара Герл - Бенедикт Шак - Йозефа Хофер - Чиновник - Балетмейстер - Франц Гера - Священник - Йоханн Нусеул - Труппа - Работники сцены - Инспекторы - Гости на свадьбе - Поклонники - Любовницы Шиканедера - Прохожие - Скорбящие |           |

## Синопсис

### Пролог
Вена, 1789, Театр ауф дер Виден : После смерти своего сожителя Иоганна Фриделя, Элеонора Шиканедер унаследовала театр. Однако женщине запрещено управлять театром в одиночку. Когда Элеонора отклоняет предложение своего конкурента Карла Маринелли, единственный выход — снова работать со своим мужем Эмануэлем Шиканедером, с которым Элеонора рассталась много лет назад. Ансамбль в отчаянии, когда Элеонора категорически отвергает эту возможность. ( Аus! Vorbei! ) Элеонора начинает рассказывать, как все началось и почему она больше никогда не хочет видеть Эмануэля.

### Первый акт
Ее история начинается 14 лет назад: юная Элеонора (в то время еще с фамилией Art(h)) присоединяется к известной театральной труппе Франца Мозера в качестве актрисы. (Innsbruck) Харизматичный ведущий актер и писатель Йозеф Иоганн Шиканедер сразу же увлекается умной женщиной и пытается познакомиться с ней поближе. Хотя влечение взаимно, Элеонора пока отмахивается от очевидного бабника. (Träum groß)
В балетном классе ансамбль шепчет о Шиканедере и Элеоноре. Очевидно, что эти двое влюблены (Irgendwas passiert). Когда Франц Мозер уходит на пенсию после смерти любимой жены, Элеонора поддерживает Шиканедера в его желании управлять труппой. ( Ohne sie)
Элеонора соглашается выйти за него замуж. В честь своей невесты Шиканедер решает взять новое имя, которое идеально сочетается с именем жены: Эмануэль. (Liebe siegt )
Эти двое не только абсолютная пара мечты в личной жизни, но и на сцене. Как признанные действующие звезды труппы, они мчатся из города в город и от успеха к успеху. ( Das hellstrahlendste Traumpaar)
Подруга Элеоноры Барбара Герл сообщает Элеоноре, что у ее мужа роман: это явно не первый раз, но на этот раз ее подруга думает, что это что-то «серьезное». Элеонора не хочет об этом слышать. Со временем она научилась закрывать на это глаза. ( Wegzusehen) Застенчивый молодой писатель и актер Иоганн Фридель, безумно влюбленный в Элеонору, утешает её и предлагает ей свою любовь, заботу и покровительство, но она отвергает его. ( So jemand wie du)
Эмануэль может вернуть Элеонору на свою сторону своими амбициозными планами создания стационарного театра и совершенно нового типа оперы на немецком языке. ( Тräum groß Reprise)
Но когда Элеонора сталкивается с Марией Анной Миллер, наивной молодой любовницей ее мужа, которая ждет от него ребенка, она чувствует себя глубоко оскорблённой. ( Freut euch mit mir )
Она ищет утешения у Иоганна Фриделя и уговаривает болезненного юношу поехать с ней, чтобы открыть в Вене собственный театр. Иоганн дарит Элеоноре ценное бриллиантовое колье, доставшееся ему в наследство от матери. (Jetzt und hier)
Мария Анна сообщает Эмануэлю об отъезде его жены. Затем  Мария Анна осознаёт, что Эмануэль никогда не женится на ней, и тоже уходит. Эмануэль глубоко потрясен тем, что Элеонора оставила его, но не хочет признаваться в этом самому себе. (So viele Fische im Meer )
Элеонора и Йохана, Мария-Анна и Эмануэль с нетерпением ждут нового начала, в то время как ансамбль Эмануэля в отчаянии из-за распада труппы. ( Finale 1. Akt)

### Второй акт
Без Элеоноры Эмануэль и его труппа терпят неудачи. Его опера о запуске воздушного шара оборачивается катастрофой, и он тратит слишком много денег. Элеонора и Иоганн живут в Вене так же неудачно. Они завладели Театром ауф дер Виден, но Иоганну не хватает смелости Эмануэля, чтобы труппа могла добиться соответствующего успеха. (Irgendwas Wichtiges fehlt)
Когда Эмануэль ввязывается в отношения с женой графа в Регенсбурге, ему приходится с позором бежать через окно, чтобы скрыться от ареста. В Вене больной Иоганн перетрудился и умер на руках у Элеоноры, завещав ей продолжить дело своей жизни.
Итак, труппа Вены 1789 года узнала истинную историю Элеоноры, и все понимают, что она не должна прибегать к помощи такого ужасного человека, как её муж. Но есть небольшая проблема: Барбара уже привела сюда Эмануэля. Обиды прошлого немедленно приводят к бурному спору.
Однако, в конце концов, Эмануэль и Элеонора признают, что в этой ситуации они зависят друг от друга. Но их отношения должны оставаться чисто деловыми. (Rein geschäftlich)
Но в затем они ведут себя как кошка с собакой, и финансовые неурядицы труппы становятся все больше. Перед кабинетом директора Барбара, лучший друг Эмануэля Бенедикт Шак, и Йозефа Хофер, дива группы и нынешняя «фаворитка» Эмануэля, обсуждают, кто мог бы успокоить звёздную пару. (Ich? Warum? )
Карл Маринелли снова предлагает выкупить театр, ведь ему нужен второй дом для новой оперы, и тогда Эмануэль чувствует вызов и заявляет, что он также пишет великую новую оперу. Отвергнутый Маринелли уходит с угрозой. (Das, was ich will)
Возмущение Элеоноры хвастовством Эммануэля быстро проходит. Вместе они воодушевлены идеями для совершенно нового формата оперы, которая должна произвести революцию в театре. (Träum groß Reprise)
Им удается убедить Йозефа фон Бауэрнфельда, которому они уже задолжали много денег, инвестировать в их оперу. (Geld und Glück)
Во время первых репетиций ансамблю всё в новой опере кажется ужасным. Некоторые даже хотят уйти - пока впервые не услышат партии партитуры в исполнении оркестра: они тут же очарованы. (Das wird ein Misserfolg!)
Генеральная репетиция новой оперы внезапно прерывается двумя официальными лицами. Карл Маринелли пожаловался, что Эмануэль использует больше свечей, чем разрешено. Поскольку Эмануэль не может заплатить штраф, чиновники приказывают закрыть театр. Ансамбль покидает театр, а также уходит и Элеонора, не сказав ни слова. Маринелли побеждает. Эммануэль подавлен. Он думает, что окончательно потерял жену. (Letzter Vorhang)
Но тут возвращается Элеонора: она использует свой любимый подарок от Иоганна – ожерелье – чтобы заплатить штраф. Эмануэль благодарит Элеонору за ее поддержку. Он чувствует, что она не была бы так далека от него, если бы не любовь. Элеонора отвергает мужа. Как только Элеонора всё-таки признает, что Эмануэль прав, что он всегда будет для нее чем-то большим, чем «деловые отношения», она видит его в объятиях со его бывшей возлюбленной Марией-Анной Миллер. В ужасе Элеонора решает немедленно уйти, отныне она хочет жить своими мечтами в одиночестве. (Mein Lied)
Но Мария-Анна способна остановить ее: она вернулась только потому, что обеднела и больше не может содержать сына. Поэтому она хочет оставить ребёнка с Эмануэлем и Элеонорой. Глубоко растроганная Элеонора обещает Марии-Анне свою поддержку. (Ich freu mich für dich)
Эмануэль и Элеонора наконец примиряются. Вместе они наслаждаются большим успехом своей новой оперы в день премьеры: «Волшебной флейты ». (Finale 2. Akt)

## Музыкальные номера

### Первый акт
1. Ouvertüre (Увертюра)
2. Aus! Vorbei! (Прочь! Прошлое!)
3. Innsbruck (Инсбрук)
4. Träum groß (Мечтай о большем)
5. Irgendwas passiert (Что-то происходит)
6. Ohne sie (Без неё)
7. Liebe siegt (Любовь побеждает)
8. Das hellstrahlendste Traumpaar (Самая яркая пара)
9. Wegzusehen (Закрывать глаза)
10. So jemand wie du (Кто-то такой, как ты)
11. Träum groß (Reprise) (Мечтай о большем: Реприза)
12. Freut euch mit mir (Радуйся со мной)
13. Jetzt und hier (Сейчас и здесь)
14. So viele Fische im Meer (Так много рыбы в море)
15. Finale 1. Akt (Финал первого акта)

### Второй акт
1. Irgendwas Wichtiges fehlt (Не хватает чего-то важного)
2. Rein geschäftlich (Только бизнес)
3. Ich? Warum? (Я? Почему?)
4. Das, was ich will (Это то, что я хочу)
5. Träum groß (Reprise) (Мечтай о большем:  (Реприза))
6. Geld und Glück (Деньги и счастье)
7. Das wird ein Misserfolg! (Это будет провал!)
8. Letzter Vorhang (Последний занавес)
9. Mein Lied (Моя песня)
10. Ich freu mich für dich (Я рада за тебя)
11. Finale 2. Akt (Финал второго акта)

## Постановки
Премьерный состав в Вене 2016:
- Элеонора Шиканедер — Милица Йованович
- Эмануэль Шиканедер — Марк Зайберт
- Иоганн Фридель: Флориан Петерс
- Мария Анна Миллер: Кэти Холл
- Франц Мозер/Йозеф фон Бауэрнфельд: Харди Рудольц
- Карл Маринелли — Рейнвальд Краннер
- Барбара Герл — Франциска Шустер
- Бенедикт Шак — Армин Каль
- Йозефа Хофер — Катя Райхерт

## Альбомы
Альбом с премьерным составом был выпущен на немецком языке в 6 декабря 2016 года. Двойной компакт-диск содержит в общей сложности 29 отдельных наименований и был выпущен HitSquad Records. 

## Источник
1. ↑  Musical Vienna - Schikaneder (англ.). Musical Vienna. Дата обращения: 10 февраля 2022. Архивировано 10 февраля 2022 года.
2. ↑  Austrian Charts: Musical - Schikaneder (Original Cast Album Wien) Архивная копия от 10 февраля 2022 на Wayback Machine. Abgerufen am 4. Jänner 2017.